# Émile Crozet-Fourneyron
Émile Crozet-Fourneyron, né le 22 avril 1837 à Saint-Étienne (Loire) et mort le 19 février 1909 à Saint-Jean-Cap-Ferrat (Alpes-Maritimes), est un homme politique français.

## Biographie
Ingénieur, il est nommé secrétaire général de la préfecture de la Loire le 4 septembre 1870. Conseiller général en 1871, il est député de la Loire de 1876 à 1881 et de 1885 à 1889. Il siège au centre-gauche, à l'Union républicaine. En mai 1877, il est l'un des signataires du manifeste des 363. Il est sénateur de la Loire de 1897 à 1906, avec une activité parlementaire faible.

## Sources
- « Émile Crozet-Fourneyron », dans Adolphe Robert et Gaston Cougny, Dictionnaire des parlementaires français, Edgar Bourloton, 1889-1891 [détail de l’édition]
- « Émile Crozet-Fourneyron », dans le Dictionnaire des parlementaires français (1889-1940), sous la direction de Jean Jolly, PUF, 1960 [détail de l’édition]